# Lisowe (hromada Dąbrowica)
Lisowe (ukr. Лісове, hist. pol. Zamorocze) – wieś na Ukrainie, w obwodzie rówieńskim, w rejonie sarneńskim, w hromadzie Dąbrowica. W 2001 liczyła 492 mieszkańców, spośród których 485 wskazało jako ojczysty język ukraiński, 6 rosyjski, a 1 białoruski.
W okresie międzywojennym wieś Zamorocze znajdowała się w granicach II RP, wchodząc w skład gminy Wysock w powiecie stolińskim, w województwie poleskim.